# Joyce Lester
Joyce Lester, född den 22 mars 1958 i Brisbane, är en australisk softbollspelare.
Hon tog OS-brons i samband med de olympiska softboll-turneringarna 1996 i Atlanta.